# Christian Habicht (Historiker)
Christian Habicht (* 23. Februar 1926 in Dortmund; † 6. August 2018 in Princeton (New Jersey)) war ein deutscher Althistoriker und Epigraphiker, der sich vor allem um die Erforschung des Hellenismus und der antiken griechischen Inschriften verdient gemacht hat.

## Leben und Auszeichnungen
Christian Habicht entstammte einer Handwerkerfamilie, der der soziale Aufstieg gelungen war, und war Sohn von Hermann Habicht, dem Vorstandsvorsitzenden der Hermes Kreditversicherungs-AG in Hamburg, und seiner Frau Freia, geborene Diefenbach. Er wuchs in Hamburg auf und besuchte das dortige Matthias-Claudius-Gymnasium bis zu seinem Kriegsdienst, den er von 1943 bis 1945 als Flakhelfer leistete. Nach Ende des Zweiten Weltkrieges holte er am Johanneum das Abitur nach und nahm zum Wintersemester 1946/1947 ein Studium der Alten Geschichte, Klassischen Philologie und Klassischen Archäologie an der Universität Hamburg auf. Einzelne Studiensemester verbrachte er an der Ruprecht-Karls-Universität Heidelberg und der Georg-August-Universität Göttingen. 1952 wurde er in Hamburg mit einer Arbeit zur griechischen Religionsgeschichte promoviert. Für 1952 erhielt er ein Stipendium zur Förderung des Hochschullehrernachwuchses; für 1954/1955 wurde ihm das Reisestipendium des Deutschen Archäologischen Instituts zugesprochen, das es ihm unter anderem ermöglichte, in Griechenland intensive epigraphische Studien zu betreiben. Aus diesem Material erwuchs seine Habilitationsschrift, die er 1957 der Universität Hamburg vorlegte und in der er 65 Volksbeschlüsse von der Insel Samos edierte und kommentierte. Bereits 1956 publizierte er zudem die erste Auflage seiner auf der Dissertation beruhenden Untersuchung Gottmenschentum und griechische Städte, eine sehr einflussreiche Studie, die neue Perspektiven auf den hellenistischen Herrscherkult eröffnete. Von 1956 bis 1959 war Habicht als wissenschaftlicher Assistent in Hamburg tätig, 1959 wurde er zum Privatdozenten ernannt. 1960/1961 arbeitete er als Referent für Alte Geschichte an der Außenstelle Athen des Deutschen Archäologischen Instituts.
1961 wurde Habicht als ordentlicher Professor für Alte Geschichte an die Philipps-Universität Marburg berufen und wechselte 1965 an die Universität Heidelberg. Einen Ruf an die Universität Basel im Jahr 1970 lehnte er ab, wie bereits 1964 einen Ruf an die Rheinische Friedrich-Wilhelms-Universität Bonn. Im Wintersemester 1966/1967 und im Sommersemester 1967 war Habicht Dekan der Heidelberger Philosophischen Fakultät. 1973 ging er als Professor an das Institute for Advanced Study in Princeton, dem er bereits seit dem Vorjahr als member angehörte. In Heidelberg blieb er Honorarprofessor. Bis 1983 lehrte er zudem als visiting professor an der Princeton University, im Sommersemester 1995 als Gastprofessor an der Universität Hamburg. 1998 wurde er emeritiert. Sein bekanntester Schüler ist Alexander Demandt.
1982 war Christian Habicht Sather Professor in Classics an der University of California, Berkeley. 1991 erhielt er den Reuchlin-Preis der Stadt Pforzheim, 1996 den Moe Prize der American Philosophical Society und 1998 den Criticos Prize der Society for the Promotion of Hellenic Studies in London. Er war Mitglied der Heidelberger Akademie der Wissenschaften (seit 1970), des Deutschen Archäologischen Instituts (seit 1977) und des Österreichischen Archäologischen Instituts, der American Philosophical Society (seit 1983), der British Academy (seit 1996) und der Akademie von Athen (seit 1999). Außerdem war Habicht Mitherausgeber der Schriftenreihen Hypomnemata (1962 bis 1996) und Jüdische Schriften aus hellenistisch römischer Zeit (1973 bis 1998) sowie des American Journal of Ancient History (1976 bis 2000).

## Forschungen
Habicht beschäftigte sich schwerpunktmäßig mit der griechischen Epigraphik und Prosopographie sowie der Geschichte der hellenistischen Epoche. Besonders zum damaligen Herrscherkult und zur Entwicklung und Gesellschaft Athens im Hellenismus hat er wesentliche Beiträge publiziert, die vor allem in den Bänden „Untersuchungen zur politischen Geschichte Athens im 3. Jahrhundert v. Chr.“, „Studien zur Geschichte Athens in hellenistischer Zeit“, „Athen in hellenistischer Zeit. Gesammelte Aufsätze“ und „Athen. Die Geschichte der Stadt in hellenistischer Zeit“ publiziert wurden. Daneben hat er auch Studien über den antiken Reiseschriftsteller Pausanias und die politischen Tätigkeiten Marcus Tullius Ciceros verfasst. Seine epigraphischen Arbeiten resultierten in der Herausgabe zahlreicher vormals unveröffentlichter Inschriften aus Athen, aber auch aus Pergamon, Demetrias, Samos, Thessalien und Kos.

## Schriften (Auswahl)
Ein vollständiges Schriftenverzeichnis bis 2002 findet sich in dem Habicht gewidmeten Band 32 (2002) der Zeitschrift Chiron auf S. 2–14.
- Gottmenschentum und griechische Städte. C.H. Beck, München 1956; 2. Auflage 1970.
  - überarbeitete englische Übersetzung: Divine Honors for Mortal Men in Greek Cities: The Early Cases. Michigan Classical Press, Ann Arbor (Michigan) 2017, ISBN 978-0-9799713-9-6.
- Altertümer von Pergamon. Band 8, 3. Die Inschriften des Asklepieions. Walter de Gruyter, Berlin 1969.
- 2. Makkabäerbuch (= Jüdische Schriften aus hellenistisch römischer Zeit. Band 1: Historische und legendarische Erzählungen. Teil 2). Gütersloher Verlagshaus Gerd Mohn, Gütersloh 1976, ISBN 3-579-03912-1; 2. Auflage 1979.
- Untersuchungen zur politischen Geschichte Athens im 3. Jahrhundert v. Chr. C.H. Beck, München 1979, ISBN 3-406-04800-5.
- Studien zur Geschichte Athens in hellenistischer Zeit. Vandenhoeck & Ruprecht, Göttingen 1982, ISBN 3-525-25171-8.
- Pausanias und seine „Beschreibung Griechenlands“. C.H. Beck, München 1985, ISBN 3-406-30829-5.
- Cicero der Politiker. C.H. Beck, München 1990, ISBN 3-406-34355-4 (auch erschienen in englischer und japanischer Übersetzung).
- Athen in hellenistischer Zeit. Gesammelte Aufsätze. Beck, München 1994, ISBN 3-406-38164-2.
- Athen. Die Geschichte der Stadt in hellenistischer Zeit. Beck, München 1995, ISBN 3-406-39758-1 (auch in englischer, französischer, griechischer und russischer Übersetzung).
- The Hellenistic Monarchies: Selected Papers. University of Michigan Press 2006, ISBN 0-472-11109-4.